# Верцейкі
Верцейкі (пол. Wierciejki, нім. Gregerswalde) — село в Польщі, у гміні Мілки Гіжицького повіту Вармінсько-Мазурського воєводства.